# Nicki Aycox

Nicki Aycox

Nicki Lynn Aycox (* 26. Mai 1975 in Hennessey, Oklahoma; † 16. November 2022) war eine US-amerikanische Schauspielerin.

## Karriere
Nicki Aycox’ Schauspielkarriere begann 1996 mit einem Gastauftritt in der Serie Weird Science. Ihre erste Filmrolle war in Defying Gravity als Gretchen. Nach einer weiteren Filmrolle und mehreren Gastauftritten in Serien konnte sie 1999 ihre erste größere Rolle erringen. Sie spielte sieben Folgen lang die Lily Gallagher in Providence.
Weitere Serienauftritte unter anderem in Akte X (#7.06 Masse mal Beschleunigung) als Chastity Raines und Ally McBeal (#3.03 Showtime) folgten. 2001 war sie in der Folge #1.21 Das letzte Gefecht von Dark Angel zu sehen. 2003 bzw. 2004 hatte sie zwei ihrer größeren Filmrollen in den Horrorstreifen Jeepers Creepers 2 und Dead Birds.
2005 spielte sie eine Hauptrolle in der Komödie Tom 51. Von 2002 bis 2004 spielte sie insgesamt in sechs Folgen von Ed – Der Bowling-Anwalt mit. Von 2004 bis 2006 folgten dann ausschließlich Serienauftritte, wo sie in mindestens drei Serien mitspielte, wie in Supernatural (5 Folgen), Cold Case – Kein Opfer ist je vergessen (10 Folgen) und Over There – Kommando Irak (10 Folgen).
Nicki Aycox starb im November 2022 im Alter von 47 Jahren an den Folgen von Leukämie.

## Filmografie (Auswahl)
- 1999: Ally McBeal (Fernsehserie, eine Folge)
- 1999: Akte X – Die unheimlichen Fälle des FBI (The X Files, Fernsehserie, eine Folge)
- 1999: Providence (Fernsehserie, 7 Folgen)
- 1999: Tödliche Vergeltung (Cruel Justice, Fernsehfilm)
- 2000–2004: Ed – Der Bowling-Anwalt (Ed, Fernsehserie, 6 Folgen)
- 2001: Dark Angel (Fernsehserie, eine Folge)
- 2001: Rave Macbeth – Nacht der Entscheidung (Rave Macbeth)
- 2002: Freche Biester! (Slap Her… She’s French)
- 2002: CSI: Den Tätern auf der Spur (CSI: Crime Scene Investigation, Fernsehserie, eine Folge)
- 2003: Momentum
- 2003: Jeepers Creepers 2
- 2004–2010: Cold Case – Kein Opfer ist je vergessen (Cold Case, Fernsehserie, 12 Folgen)
- 2004: Dead Birds – Im Haus des Grauens (Dead Birds)
- 2004–2005: LAX (Fernsehserie, 3 Folgen)
- 2005: Over There – Kommando Irak (Over There)
- 2006–2008: Supernatural (Fernsehserie, 5 Folgen)
- 2006: Criminal Minds (Fernsehserie, eine Folge)
- 2007: Verführung einer Fremden (Perfect Stranger)
- 2008: Animals
- 2008: Law & Order (Fernsehserie, Folge 18x15)
- 2008: Joy Ride 2: Dead Ahead (Joy Ride: Dead Ahead)
- 2008: Akte X – Jenseits der Wahrheit (The X-Files: I Want to Believe)
- 2009–2010: Dark Blue (Fernsehserie, 20 Folgen)
- 2013: The Glades (Fernsehserie, eine Folge)
- 2014: Eiskalter Engel – Tod im College (Dead on Campus)
- 2014: The Girl on the Train

## Einzelnachweis
1. ↑  Eve Edwards: What happened to Nicki Aycox? Death of Supernatural star confirmed at 47. thefocus.news, 20. November 2022, archiviert vom Original am 20. November 2022; abgerufen am 6. August 2023 (englisch).

| Personendaten    | Personendaten                           |
| ---------------- | --------------------------------------- |
| NAME             | Aycox, Nicki                            |
| ALTERNATIVNAMEN  | Aycox, Nicki Lynn                       |
| KURZBESCHREIBUNG | US-amerikanische Schauspielerin         |
| GEBURTSDATUM     | 26. Mai 1975                            |
| GEBURTSORT       | Hennessey, Oklahoma, Vereinigte Staaten |
| STERBEDATUM      | 16. November 2022                       |